# کبوده ابوالوفا
کبود ابوالوفا، روستایی از توابع بخش مرکزی شهرستان کوهدشت در استان لرستان ایران است.
این روستا در 25 کیلومتری شهر کوهدشت، و مابین سه راه زانوگه و روستای بلوران واقع شده است.

### راه‌های مواصلاتی
راه مواصلاتی این روستا بر روی جاده پلدختر- کرمانشاه و 5 کیلومتر پس از زانوگه به سمت کرمانشاه واقع است.

## جمعیت
این روستا در دهستان گل گل قرار دارد و براساس سرشماری مرکز آمار ایران در سال ۱۳۸۵، جمعیت آن ۱٬۱۸۴ نفر (۲۵۳خانوار) بوده‌است.